# Heinrich Laß
Heinrich Laß (* 14. Oktober 1884 in Eilenstedt; † 16. Februar 1936 in Guben) war ein deutscher Politiker.

## Leben
Heinrich Laß war der Sohn eines Uhrmachers. Laß besuchte das Halberstädter Domgymnasium (Gymnasium Stephaneum). Danach studierte er Rechtswissenschaften in Heidelberg, Berlin und Halle. Während seines Studiums wurde er 1902 Mitglied der Burschenschaft Frankonia Heidelberg. Er wurde Reserveoffizier im Altmärkischen Feldartillerie-Regiment Nr. 40. Nach Examen und Referendariat arbeitete er ab 1912 beim Eilenburger Magistrat, ab 1913 in Hildesheim und dann bis 1914 in Magdeburg. Im Ersten Weltkrieg war er von 1914 bis 1918 im Kriegs- und Fronteinsatz. Nach Magdeburg zurückgekehrt war er als Magistrats-Assessor und juristischer Hilfsarbeiter tätig.
Von 1919 bis 1922 war Laß Stadtrat in Guben, dann bis 1924 Stadtrat in Kiel. 1924 wurde er Erster Bürgermeister bzw. Oberbürgermeister und Magistratsdirigent von Guben. Er wurde Mitglied des Provinziallandtags von Brandenburg. Da er kein Mitglied der NSDAP werden wollte, setzten die NS-Behörden ihn im Juli 1933 als Bürgermeister von Guben ab und versetzten ihn als Beamten in den Ruhestand. Sein Nachfolger als Bürgermeister wurde Erich Schmiedicke. Ab Frühjahr 1934 arbeitete Laß wieder als Rechtsanwalt in Guben.

## Ehrungen
Im Ersten Weltkrieg wurde er mehrfach ausgezeichnet:
- Eisernes Kreuz, Ritterkreuz 1. und 2. Klasse
- Bulgarischer Tapferkeitsorden, Ritterkreuz
- Türkischer Eiserner Halbmond, Ritterkreuz